# Lozivka, Pidvolociîsk
Lozivka (în ucraineană Лозівка) este un sat în comuna Terpîlivka din raionul Pidvolociîsk, regiunea Ternopil, Ucraina.

## Demografie
Componența lingvistică a localității Lozivka
     Ucraineană (100%)
Conform recensământului din 2001, toată populația localității Lozivka era vorbitoare de ucraineană (100%).